# Elof Stoltz
Henrik Elof Stoltz, född  4 december 1897 i Lund, död 31 mars 1957 i Stockholm, var en svensk lärare, geograf och författare. Han är känd för sin självbiografiska barndomsskildring Som liten i Ravlunda prästgård 1898-1908 (1947).

## Biografi
Elof Stoltz var son till prästen Emil Stoltz och dennes hustru Bertha Augusta Lundberg. Åren 1898-1909 bodde familjen i Ravlunda, där fadern fått en tjänst som kyrkoherde. År 1909 flyttade familjen vidare till Arrie. Elof Stoltz avlade studentexamen i Malmö 1916, filosofie kandidatexamen vid Lunds universitet 1926 och filosofisk ämbetsexamen 1929. Efter sin ämbetsexamen arbetade han som ämneslärare i biologi, kemi och geografi på olika orter i Sverige. Han bedrev också forskning inom kulturgeografi vid Lunds universitet och blev filosofie licentiat och var under flera år verksam vid Sveriges geologiska undersökning. Han gravsattes på Ravlunda kyrkogård.

## Skrifter
- Andrarums alunbruk (1932). Karta. 1929-1931 gjorde Elof Stoltz en uppmätning av Andrarums alunbruk för Generalstabens litografiska anstalt.
- Andrarums alunbruk : en försvunnen bruksbygd (1933). Meddelanden från Lunds universitets geografiska institution.
- De skandinaviska alunbruken (1934). Uppsats i Tekniska museets årsbok Dædalus. Posten i Libris länkar till fulltext.
- Kring en egendomlig karta över Kivikstrakten under 1650-talet (1942). Meddelanden från Lunds universitets geografiska institution.
- Som liten i Ravlunda prästgård 1898-1908 (1947, nya upplagor 1949 och 1978).
- Jockom Beck och Andrarums alunverk medan Skåne var danskt (postumt utgiven 1979).[5]

## Som liten i Ravlunda prästgård 1898-1908
1947 gav Elof Stoltz ut den självbiografiska boken Som liten i Ravlunda prästgård 1898-1908. Författaren ger där en detaljrik skildring av sin barndomsmiljö. Han berättar om de olika rummen i prästgården, familjen och de anställda – vid gården bedrevs även lantbruk – , arbete och traditioner i bygden, det vackra landskapet. Det är en lågmäld och ömsint framställning, illustrerad med teckningar som Elofs syster Karin Wedlin gjorde som fjortonåring 1907. Boken fick lysande recensioner av Fredrik Böök och andra och kom snart att betraktas som en mindre klassiker. Delar av boken lästes upp i Sveriges radio 1948, 1949 och åter 1979.